# Shota Aoki
Shota Aoki (青木 翔大 Aoki Shota?), född 11 augusti 1990 i Kanagawa prefektur, är en japansk fotbollsspelare.
Aoki började sin karriär 2013 i Yokohama FC. 2013 blev han utlånad till AC Nagano Parceiro. 2014 blev han utlånad till FC Ryukyu. Han gick tillbaka till Yokohama FC 2015. 2016 flyttade han till Azul Claro Numazu. Han spelade 87 ligamatcher för klubben. 2019 flyttade han till Thespakusatsu Gunma.